# Inzell
 (juillet 2022).
Si vous disposez d'ouvrages ou d'articles de référence ou si vous connaissez des sites web de qualité traitant du thème abordé ici, merci de compléter l'article en donnant les références utiles à sa vérifiabilité et en les liant à la section « Notes et références ».
Inzell est une commune de Bavière (Allemagne), située dans l'arrondissement de Traunstein, dans le district de Haute-Bavière.

## Personnalité liée à la commune
- Max Aicher (*1934)